# Amara (Harpalodema)
Amara (Harpalodema) – podrodzaj rodzaju Amara, chrząszczy z  rodziny biegaczowatych i podrodziny Pterostichinae.

## Taksonomia
Takson opisał w 1888 roku Edmund Reitter. Gatunkiem typowym jest Harpalodema fausti Reitter, 1888.

## Występowanie
Podrodzaj rozprzestrzeniony od Bliskiego Wschodu i Rosji przez Azję Środkową po Mongolię, Chiny i Pakistan. Do fauny europejskiej należą 4 gatunki.

## Systematyka
Do tego podrodzaju należy 13 opisanych gatunków:
- Amara ahngeriana Tschitscherine, 1903
- Amara bradytoides Reitter, 1889
- Amara eremicola Kryzhanovskij, 1962
- Amara fausti Reitter, 1888
- Amara isfahanensis Hieke, 1993
- Amara kuenlunensis (Bates, 1878)
- Amara lutescens Reitter, 1888
- Amara magniceps Hieke, 1993
- Amara maindroni Bedel, 1907
- Amara potanini Tschitscherine, 1894
- Amara songarica (Putzeys, 1866)
- Amara turcmenica Tschitscherine, 1894
- Amara vlasovi Kryzhanovskij, 1962